# Stella al merito del lavoro
La Stella al merito del lavoro è una decorazione della Repubblica Italiana che riprende e continua l'analoga decorazione istituita durante il Regno d'Italia.
Viene conferita dal presidente della Repubblica su proposta del ministro del lavoro a cittadini italiani, lavoratori dipendenti, distintisi per singolari meriti di perizia, laboriosità e buona condotta morale.
La decorazione comporta il titolo di Maestro del lavoro.

## Storia
Le origini della decorazione risalgono al R.D. 1º maggio 1898, n. 195. Il re Umberto I istituì una “Decorazione del merito agrario ed industriale” per gli imprenditori agricoli e industriali e una “medaglia d'onore” per i loro dipendenti.

Con il R.D. 9 maggio 1901, n. 168, il re Vittorio Emanuele III trasformò questa decorazione nell'”Ordine cavalleresco al merito agrario, industriale e commerciale”. L'onorificenza poteva essere conferita anche ai dipendenti operai (art. 2, c. d).
Nel 1923 l'ordine, che nel frattempo aveva mutato denominazione in “Ordine al merito del lavoro”, venne sdoppiato. Il R.D. 30 dicembre 1923, n. 3031, restrinse l'accesso all'ordine ai soli imprenditori e, contemporaneamente, il R.D. 30 dicembre 1923, n. 3167, istituì per i lavoratori la Stella al merito del lavoro che da allora ebbe vita autonoma.
Col R.D. 4 settembre 1927, n. 1785, la concessione della decorazione venne estesa anche ai cittadini italiani residenti all'estero.
La decorazione venne concessa fino al 1943; riprese con la promulgazione della L. 18 dicembre 1952, n. 2389, in materia di Riordinamento delle norme relative alla decorazione della “Stella al merito del lavoro”.

Questa legge, che all'art. 1 faceva espresso riferimento al R.D. 3167/23, introdusse per gli insigniti della decorazione il titolo di Maestro del lavoro (art. 4).
Con la L. 29 ottobre 1965, n. 1230, venne prevista la possibilità di concedere la decorazione anche per «onorare le memoria dei lavoratori italiani, anche residenti all'estero, periti o dispersi a seguito di eventi di eccezionale gravità [...] connessi al lavoro».
Gli ultimi riordini in materia sono avvenuti nel 1967 e con la L. 5 febbraio 1992, n. 143.
Frattanto, il 27 marzo 1954 si è costituita la "Federazione dei Maestri del Lavoro d'Italia", dichiarata Ente morale con il D.P.R. 14 aprile 1956, n. 1625.

## Onorificenze

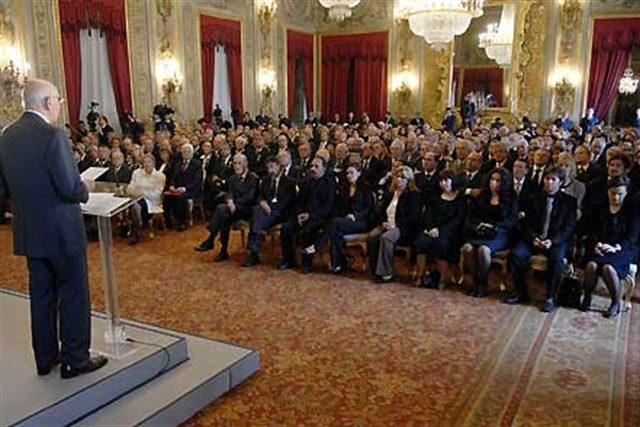
Roma, Quirinale, 1º maggio 2007

Le decorazioni sono conferite il 1º maggio, festa del lavoro, con decreto del Presidente della Repubblica, su proposta del Ministro del lavoro e, per quelle riservate ai lavoratori italiani all'estero, di concerto con il Ministero degli affari esteri.

Durante il Regno, venivano conferite con decreto reale su proposta del Ministro per l'economia nazionale e, dopo il suo scioglimento nel 1929, del Ministero delle corporazioni.
Il Ministro (per l'economia nazionale prima, delle corporazioni dopo e del lavoro oggi) rilascia ai singoli decorati il brevetto che fa fede del conferimento della decorazione.
La decorazione ha una sola classe anche se fino al 1967 poteva essere conferita una seconda volta qualora l'insignito avesse acquisito nuove benemerenze e comunque non prima che fossero trascorsi 15 anni.
Dal 1992, ogni anno possono essere concesse al massimo 1000 decorazioni, di cui 500 a lavoratori che abbiano iniziato dalle categorie contrattuali più basse.

Il numero massimo di decorazioni conferibili annualmente è cresciuto nel tempo; era:
- 100 dal 1923 al 1925;
- 200 nel 1926, di cui 60 conferite direttamente dal Ministro per l'economia nazionale;[4]
- 300 dal 1927 al 1951, di cui sempre 60 conferite dal Ministro,[5] a cui se ne aggiunsero altrettante per i lavoratori all'estero.[6]

Con la rinnovazione repubblicana divennero:
- 500 dal 1952 al 1954;
- 1000 nel 1955;
- 500 dal 1956 al 1960;
- 1100 nel 1961, in occasione del centenario dell'Unità d'Italia;[7]
- 500 dal 1962 al 1964;
- 600 dal 1965 al 1966;[8]
- 800 dal 1967 al 1970, di cui 550 operai ed ex operai;
- 1000 dal 1971 ad oggi, di cui 700 operai ed ex operai.[9]

Le decorazioni "alla memoria" sono sempre state attribuite in aggiunta a questi contingenti.

### Requisiti

#### Categorie
Dal 1992 la Stella al merito del lavoro viene concessa ai lavoratori e alle lavoratrici, cittadini italiani, dipendenti:
- da imprese private, anche se soci di imprese cooperative;
- da imprese pubbliche e da aziende o stabilimenti dello Stato, delle regioni, delle province, dei comuni e degli enti pubblici;
- delle organizzazioni sindacali dei lavoratori e dei datori di lavoro e dalle associazioni legalmente riconosciute a livello nazionale.

Inizialmente, la Stella al merito del lavoro veniva concessa ai soli lavoratori manuali d'ambo i sessi, cittadini italiani, occupati nell'industria, nel commercio o nell'agricoltura; ne erano espressamente esclusi i funzionari e gli impiegati.

Nel 1926 la decorazione venne estesa anche ai lavoratori manuali dipendenti da aziende appartenenti allo Stato, alle province, ai comuni e agli enti morali.

Nel 1952 la Stella al merito del lavoro venne nuovamente ristretta ai soli dipendenti da imprese private, anche se soci di imprese cooperative.

Nel 1965 venne estesa ai dipendenti da enti pubblici ma con contratto di lavoro privato.

Nel 1967 vennero nuovamente ricompresi i dipendenti da imprese pubbliche e da aziende o stabilimenti dello Stato, delle regioni, delle province, dei comuni e degli enti pubblici.

Per ultimi nel 1992 vennero aggiunti i dipendenti dalle organizzazioni sindacali e datoriali e dalle associazioni legalmente riconosciute.

#### Età anagrafica e anzianità lavorativa
Dal 1992, i candidati devono:
- avere compiuto i cinquanta anni di età (età così innalzata nel 1992 rispetto ai 35 anni previsti originariamente, ai 40 anni previsti nel 1927 e confermati nel 1952 ed ai 45 anni previsti nel 1967);
- avere almeno venticinque anni di anzianità lavorativa anche in aziende diverse.

Inizialmente, l'anzianità lavorativa doveva essere di 25 anni per gli operai dell'industria o del commercio e di 35 anni per i lavoratori agricoli, ininterrottamente presso la stessa azienda o anche in aziende diverse ma con almeno 15 (industria e commercio) o 25 anni (agricoltura) presso una stessa azienda.

Nel 1927, insieme all'età anagrafica (da 35 a 40 anni), venne incrementato di cinque anni il requisito di anzianità lavorativa.

Nel 1952 l'anzianità lavorativa venne riportata per tutti a 25 anni presso una stessa azienda o anche in aziende diverse purché con almeno 15 anni presso una stessa azienda.

Nel 1967, ferma restando l'anzianità per chi aveva lavorato sempre nella stessa azienda, venne introdotto il limite minimo di 30 anni per chi aveva lavorato in aziende diverse.

Dal 1992, come detto, l'anzianità è di 25 anni per tutti.

#### Meriti
Inizialmente i candidati dovevano essersi distinti per «singolari meriti di perizia, di fedeltà e di buona condotta morale» dizione che nel 1952 è diventata: «singolari meriti di perizia, di laboriosità e di buona condotta morale».

Dal 1992 i candidati devono avere almeno uno dei seguenti requisiti:
- essersi particolarmente distinti per singolari meriti di perizia, laboriosità e buona condotta morale;
- avere migliorato l'efficienza degli strumenti, delle macchine e dei metodi di lavorazione con invenzioni o innovazioni nel campo tecnico e produttivo;
- avere contribuito in modo originale al perfezionamento delle misure di sicurezza del lavoro;
- essersi prodigati per istruire e preparare le nuove generazioni nell'attività professionale.

#### Altre tipologie
La decorazione viene concessa, anche senza l'osservanza dei limiti di anzianità lavorativa, al lavoratore all'estero che abbia dato «tali prove di patriottismo, di laboriosità e di probità da venir segnalato come esempio ai propri connazionali».
Per la concessione della decorazione “alla memoria” si prescinde dai limiti di età anagrafica e di anzianità lavorativa.

#### Accertamento dei requisiti
L'accertamento dei titoli di benemerenza dei lavoratori per la concessione della decorazione, dopo la soppressione nel 1994 della Commissione nazionale, è passato alle commissioni costituite presso ciascuna Direzione regionale del lavoro (DRL).

Le domande devono essere presentate entro il 31 ottobre di ogni anno; in caso di mancato accoglimento decadono ma possono essere ripresentate ex novo.
Inizialmente le proposte venivano vagliate da un'apposita Commissione costituita presso il Ministero dell'economia nazionale che segnalava i nominativi dei meritevoli al ministro che poi proponeva i decreti reali di concessione.

Dal 1930 era direttamente il Capo del Governo che riceveva le segnalazioni e proponeva i decreti.

Nel 1952 venne ripristinato il ruolo del Ministro del lavoro che riceveva le segnalazioni dall'apposita commissione costituita presso il ministero.
Nel 1992 venne introdotta una selezione preliminare da parte delle commissioni costituite presso gli Ispettorati regionali del lavoro che trasmettevano le proposte alla commissione nazionale.

Dal 1994 le commissioni regionali segnalano le proposte direttamente al ministro.

### Benefici
Con il R.D. 23 ottobre 1924, n. 2365, venne disposta l'assegnazione di un premio una tantum di 1112,20 lire ai decorati; tale premio veniva riconosciuto anche alle persone decorate negli anni precedenti. L'importo del premio fu arrotondato a 1100 lire nel 1927. Il premio non veniva concesso né ai decorati su indicazione ministeriale né ai lavoratori all'estero.

Dal 1952 non è più previsto alcun riconoscimento economico.

### Insegne

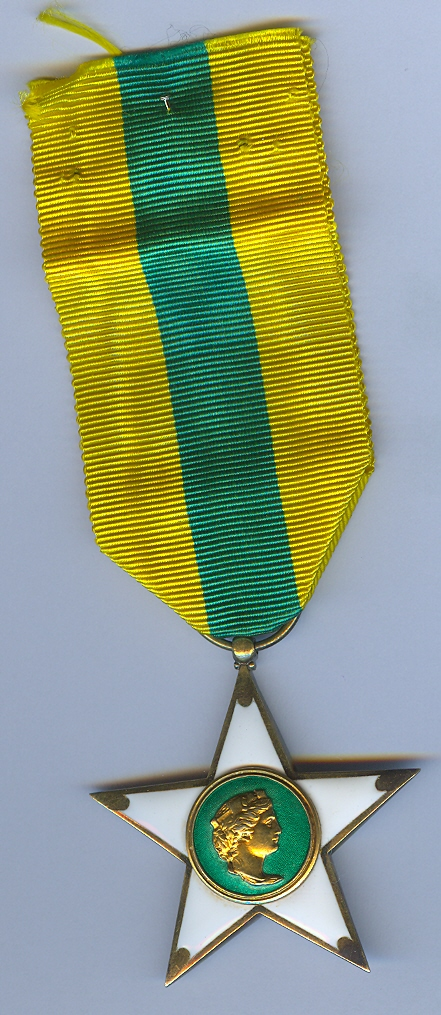

La decorazione consiste in
«una stella a cinque punte in smalto bianco; il centro è in smalto color verde chiaro e reca sulla faccia diritta un rilievo in argento dorato, raffigurante la testa d'Italia Turrita e sul rovescio la scritta AL MERITO DEL LAVORO con l'indicazione dell'anno di fondazione (1924)».
È conforme al disegno araldico annesso al R.D. 25 gennaio 1925, n. 120.
Per i lavoratori italiani all'estero, sul rovescio porta le parole MERITO DEL LAVORO ALL'ESTERO.

 La decorazione va portata sul lato sinistro del vestito appesa ad un nastro listato di una banda color verde chiaro fra due bande, di uguale larghezza, di color giallo oro.

Il nastro può essere portato senza la Stella.
La concessione della seconda decorazione (fino a quando è stata prevista, 1923-1943) veniva rappresentata da una fascetta d'argento apposta sul nastro della decorazione.
La decorazione prevista al momento dell'istituzione era leggermente diversa:

«una stella d'argento a cinque punte con un piccolo rilievo in smalto azzurro al centro della stella rappresentante la configurazione geografica dell'Italia; sul rovescio porta la scritta AL MERITO DEL LAVORO con il nome della persona insignita e l'indicazione dell'anno di conferimento».
 Il nastro era color giallo oro.
La decorazione venne sostituita nel 1925 e distribuita anche ai precedenti decorati previa restituzione della vecchia.

## Legislazione
La decorazione è stata oggetto di numerosi interventi normativi che vengono di seguito elencati.

Nell'elenco non sono compresi i R.D. e i D.P.R. di conferimento della decorazione.

Legislazione del Regno
R.D. 30 dicembre 1923, n. 3167 (G.U. 12 febbraio 1924, n. 36)

R.D. 23 ottobre 1924, n. 2365 (G.U. 30 marzo 1925, n. 74)

R.D. 25 gennaio 1925, n. 120 (G.U. 20 febbraio 1925, n. 42)

R.D. 3 gennaio 1926, n. 20 (G.U. 15 gennaio 1926, n. 11)

R.D. 17 marzo 1927, n. 548 (G.U. 27 aprile 1927, n. 97)

R.D. 4 settembre 1927, n. 1785 (G.U. 5 ottobre 1927, n. 230)

L. 14 giugno 1928, n. 1464 (G.U. 13 luglio 1928, n. 162)

R.D. 18 marzo 1929, n. 461 (G.U. 13 aprile 1929, n. 87)

R.D.L. 31 marzo 1930, n. 366 (G.U. 19 aprile 1930, n. 366)

Legislazione della Repubblica
L. 18 dicembre 1952, n. 2389 (G.U. 31 dicembre 1952, n. 302)

L. 5 gennaio 1955, n. 9 (G.U. 26 gennaio 1955, n. 20)

L. 31 marzo 1961, n. 280 (G.U. 26 aprile 1961, n. 102)

L. 29 ottobre 1965, n. 1230 (G.U. 15 novembre 1965, n. 285)

L. 20 dicembre 1965, n. 1427 (G.U. 3 gennaio 1966, n. 1)

L. 1º maggio 1967, n. 316 (G.U. 29 maggio 1967, n. 133)

L. 26 ottobre 1971, n. 918 (G.U. 17 novembre 1971, n. 289)

L. 5 febbraio 1992, n. 143 (G.U. 21 febbraio 1992, n. 43)